# Radio Corazón (película)
Radio Corazón es una película chilena dirigida y protagonizada por Roberto Artiagoitía (Rumpy), y está compuesta por tres historias basadas en los llamados telefónicos que recibe el mismo Rumpy en su programa radial El chacotero sentimental de Radio Corazón, que da nombre a la cinta. El filme — secuela de la cinta de 1999 que lleva el nombre del mismo programa, dirigida por Cristián Galaz— fue estrenado en Chile el 4 de octubre de 2007 y en la escritura del guion participó también Artiagoitía.

## Trama
El Rumpy conduce su famoso programa El chacotero sentimental, al que llaman 3 personas a contar su historia o pedirle ayuda.
- La primera es de una liceana (Manuela Martelli) quien va en cuarto medio, y es la única que no ha tenido relaciones sexuales. Entonces recurre a su padrastro para tenerlas.
- La segunda es de una madre (Claudia Di Girólamo) que convive con su nuera, cuando de pronto empezará a sentir cosas por ella, a poco tiempo del matrimonio con su hijo.
- La tercera es de una nana (Tamara Acosta), que trabaja en una mansión como niñera, pero la patrona tiene una enfermedad terminal, que la hará tomar medidas antes de morir.

## Elenco
- Claudia Di Girolamo como Sandra Errázuriz.
- Daniel Muñoz como Manolo Tapia.
- Tamara Acosta como Valeria García.
- Manuela Martelli como Nice Riquelme.
- Felipe Braun como Cristián Covarrubias.
- Néstor Cantillana como Federico Ossandón.
- Amparo Noguera como María Pilar Bauzá.
- Daniel Alcaíno como Darwin Soto.
- Juana Viale como Manuela Fernández.
- Bastián Bodenhöfer como Cristián Covarrubias.
- Peggy Cordero como Amanda Covarrubias
- Roxana Campos como Teresa Ventura.
- Katyna Huberman como Sofía Lira.
- María Paz Grandjean como Scarlette.
- Constanza Jacob como Daniela.
- Diego Ruiz como Víctor.
- Isidora Cabezón como Karen.
- María Angélica Díaz como Nilda.
- Álvaro Salas como él mismo.